# Kareem Abdul-Jabbar
Kareem Abdul-Jabbar (tên khai sinh:Ferdinand Lewis Alcindor Jr.; 16 tháng 4 năm 1947) là một cầu thủ bóng rổ chuyên nghiệp đã nghỉ hưu người Mỹ. Ông đã chơi 20 mùa trong Hiệp hội Bóng rổ Quốc gia (NBA) cho Milwaukee Bucks và Los Angeles Lakers. Trong sự nghiệp ở vị trí trung tâm, Abdul-Jabbar là cầu thủ có giá trị nhất NBA (MVP) sáu lần, kỷ lục 19 lần trong đội NBA All-Star, nằm trong đội All-NBA 15 lần và là thành viên đội NBA All-Defensive Team 11 lần. Là thành viên của sáu đội vô địch NBA với tư cách là một cầu thủ và hai lần nữa với tư cách trợ lý huấn luyện viên, Abdul-Jabbar hai lần được bầu chọn là NBA Finals MVP. Năm 1996, ông được vinh danh là một trong 50 cầu thủ vĩ đại nhất trong lịch sử NBA. Huấn luyện viên NBA Pat Riley và các cầu thủ Isiah Thomas và Julius Erving đã gọi ông là cầu thủ bóng rổ vĩ đại nhất mọi thời đại.
Sau khi giành chiến thắng 71 trận bóng rổ liên tiếp trong đội bóng trung học của mình ở thành phố New York, Alcindor được tuyển dụng bởi Jerry Norman, trợ lý huấn luyện viên của UCLA, nơi anh chơi cho HLV John Wood trong ba đội vô địch quốc gia liên tiếp MVP thời gian của Giải đấu NCAA. Được tuyển với sự lựa chọn tổng thể đầu tiên của nhượng quyền Bucks một mùa trong dự thảo NBA 1969, Alcindor đã trải qua sáu mùa giải ở Milwaukee. Sau khi dẫn dắt Bucks tới chức vô địch NBA đầu tiên ở tuổi 24 vào năm 1971, anh đã lấy tên Hồi giáo Kareem Abdul-Jabbar. Sử dụng cú ném rổ "skyhook" thương hiệu của mình, anh đã trở thành một trong những cầu thủ ghi bàn hàng đầu của giải đấu. Năm 1975, anh được đổi đến đội Lakers, nơi mà anh đã chơi 14 mùa giải cuối cùng trong sự nghiệp và giành thêm năm chức vô địch NBA. Những đóng góp của Abdul-Jabbar là một thành phần quan trọng trong kỷ nguyên "Showtime" của bóng rổ Lakers. Trong sự nghiệp NBA 20 năm của mình, đội của anh đã thành công khi vượt qua vòng playoffs 18 lần và vượt qua vòng đầu tiên ở 14 trong số đó; đội của anh đã lọt vào Chung kết NBA 10 lần.
Vào thời điểm nghỉ hưu năm 1989, Abdul-Jabbar là cầu thủ đứng đầu của NBA về số điểm ghi được (38.387), các trận đã chơi (1.560), số phút thi đấu (57.446), các bàn thắng thực hiện (15.837), nỗ lực ghi bàn (28.307)), những cú sút bị chặn (3.189), rebound phòng ngự (9.394), chiến thắng trong sự nghiệp (1.074) và phạm lỗi cá nhân (4.657). Ông vẫn là cầu thủ hiện đang đứng đầu về điểm số và chiến thắng sự nghiệp. Ông được xếp hạng thứ ba mọi thời đại trong cả hai kỷ lục rebound và bị chặn. Năm 2007, ESPN đã bầu chọn ông là trung tâm vĩ đại nhất mọi thời đại, năm 2008, họ gọi ông là "cầu thủ vĩ đại nhất trong lịch sử bóng rổ đại học", và năm 2016, họ đã gọi ông là cầu thủ hay thứ hai trong lịch sử NBA (sau Michael Jordan). Abdul-Jabbar cũng là một diễn viên, huấn luyện viên bóng rổ và là tác giả bán chạy nhất. Năm 2012, ông được Ngoại trưởng Hillary Clinton chọn làm đại sứ văn hóa toàn cầu của Mỹ. Năm 2016, Tổng thống Barack Obama đã trao tặng ông Huân chương Tự do của Tổng thống.

## Tuổi thơ và Power Memorial
Ferdinand Lewis Alcindor Jr. sinh ra ở thành phố New York, là con duy nhất của Cora Lillian, nhân viên kiểm tra giá cửa hàng và Ferdinand Lewis Alcindor Sr., một sĩ quan cảnh sát quá cảnh và nhạc sĩ nhạc jazz. Ông to và cao bất thường từ nhỏ. Lúc mới sinh ông nặng 12 lb 11 oz (5,75 kg) và cao 22+1⁄2 inch (57 cm), và đến năm chín tuổi, ông đã cao 5 ft 8 in (1,73 m). Đến năm lớp tám (13 tuổi14), ông đã cao 6 ft 8 in (2,03 m) và có thể đập slamdunk vào rổ bóng rổ cao 10 ft (3,0 m). Cuối cùng ông ạt được chiều cao 7 ft 2 in (2,18 m) khi anh vào NBA năm 22 tuổi.
Alcindor bắt đầu những thành tích bóng rổ phá kỷ lục từ khi còn nhỏ. Ở trường trung học, ông đã dẫn dắt đội bóng Power Memorial Academy của huấn luyện viên Jack Donahue tới ba chức vô địch giải Công giáo thành phố New York, một chuỗi chiến thắng 71 trận và kỷ lục chung 79-2. Điều này mang lại cho anh một biệt danh "The tower from Power". Tổng số điểm 2.067 của anh là một kỷ lục của trường trung học thành phố New York. Đội đã giành chức vô địch bóng rổ nam sinh trung học quốc gia khi Alcindor học lớp 10 và 11 và là á quân năm cuối. Alcindor đã có một mối quan hệ căng thẳng với huấn luyện viên của mình. Trong cuốn sách năm 2017 "Coach Wood and Me", Abdul-Jabbar kể lại một lần mà Donahue gọi anh là nigger.

## UCLA
Alcindor chơi trong đội sinh viên năm nhất UCLA năm 1966 chỉ vì "luật sinh viên năm nhất" có hiệu lực, nhưng năng lực của ông đã được biết đến. Từ năm 1967 đến 1969, ông đã chơi trên varsity dưới thời huấn luyện viên trưởng John Wooden. Ông là người đóng góp chính cho kỷ lục ba năm của đội bóng với 88 trận thắng và chỉ có hai trận thua: một trận thua Đại học Houston, trong đó Alcindor bị chấn thương mắt, và trận thua còn lại là thua đối thủ crosstown USC, người đã chơi một "trò chơi bị đình trệ" (nghĩa là, không có đồng hồ đo trong những ngày đó, vì vậy một đội có thể giữ bóng bao lâu tùy ý trước khi cố gắng ghi bàn). Trong trận đấu đầu tiên của mình, Alcindor đã ghi được 56 điểm, lập kỷ lục ghi bàn trong 1 trận của UCLA.

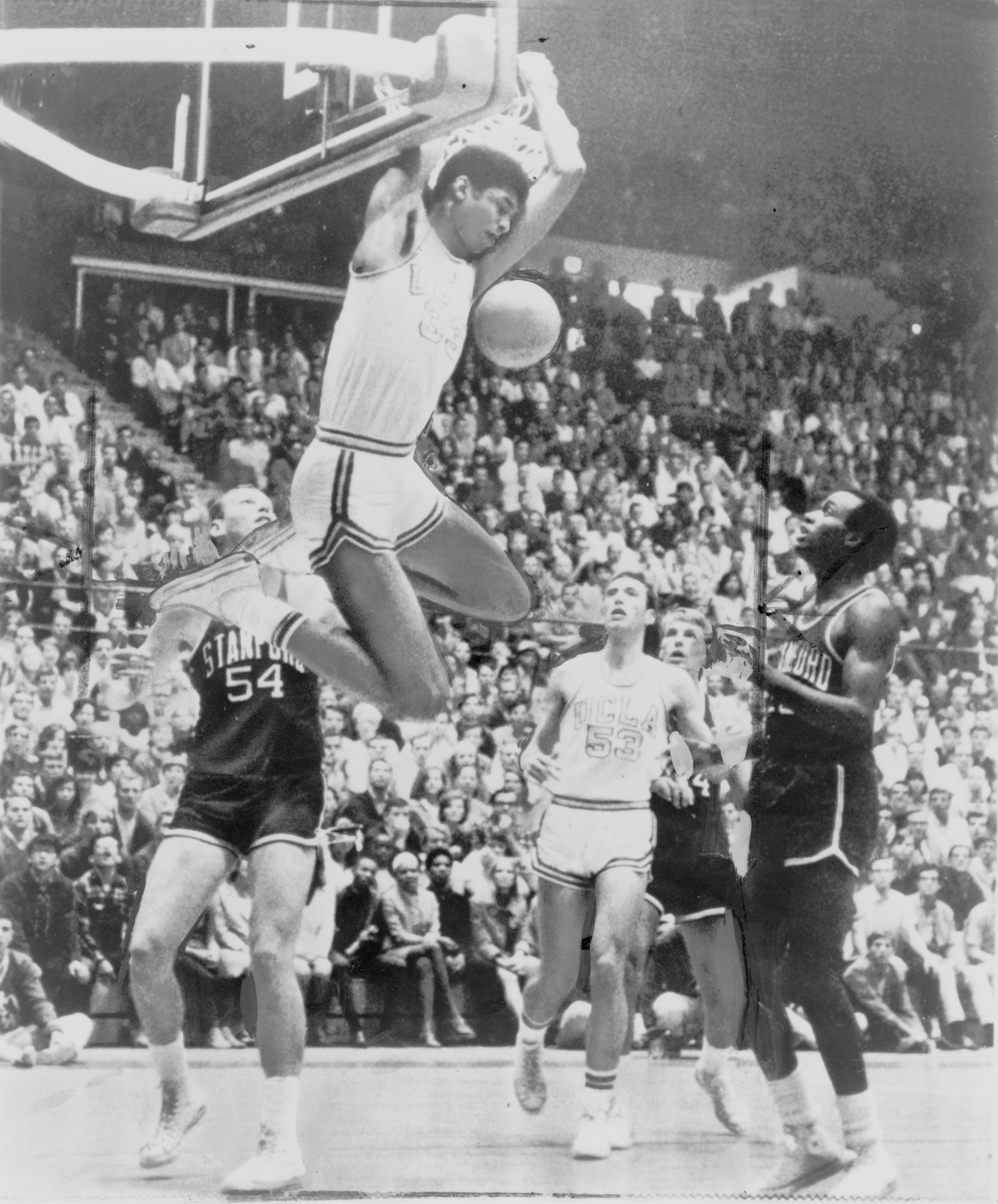
Alcindor với cú dunk hai tay ngược trong trận đấu với Stanford.

Trong sự nghiệp đại học của mình, Alcindor đã hai lần được bầu là Cầu thủ của năm (1967, 1969); là đội hạng nhất toàn Mỹ ba lần (1967 191969); chơi trên ba đội vô địch bóng rổ NCAA (1967, 1968 và 1969); được vinh danh là Cầu thủ xuất sắc nhất trong Giải đấu NCAA (1967, 1968, 1969); và trở thành Cầu thủ xuất sắc nhất năm của Naismith vào năm 1969.
Vào năm 1967 và 1968, ông cũng đã giành giải Cầu thủ xuất sắc nhất năm của USBWA, sau này trở thành Cúp Oscar Robertson. Alcindor trở thành người chơi duy nhất giành được giải thưởng Cầu thủ xuất sắc Quỹ Helms ba lần. Đội tuyển năm 1965-1966 UCLA Bruin là mùa chuẩn bị số 1. Vào ngày 27/11/1965, đội sinh viên năm nhất, do Alcindor dẫn đầu, đã đánh bại đội bóng 75-60 trong trận đầu tiên trong giải Pauley Pavilion mới. Alcindor ghi được 31 điểm và có 21 rebound và là dấu hiệu tốt cho những trận sắp tới. Sau trận đó, đại học UCLA đứng số 1 trong cả nước nhưng đứng thứ 2 trong khuôn viên trường. Nếu "quy tắc sinh viên năm nhất" không có hiệu lực vào thời điểm đó, UCLA sẽ có cơ hội tốt hơn để chiến thắng Giải vô địch quốc gia năm 1966.
Alcindor đã cân nhắc chuyển đến Michigan vì những lời hứa tuyển dụng chưa được thực hiện. Willie Naulls, người chơi UCLA đã giới thiệu Alcindor và đồng đội Lucius Allen với trợ lý thể thao Sam Gilbert, người đã thuyết phục cặp đôi cầu thủ này ở lại UCLA.
Dunk đã bị cấm trong bóng rổ đại học sau mùa giải 1967, chủ yếu là do việc sử dụng cú đập rổ này với số lượng vượt trội của Alcindor. Quy tắc này đã không được hủy bỏ cho đến mùa 1976-77, tức là ngay sau khi nghỉ hưu của Wooden.
Trong năm học cơ sở, Alcindor bị trầy xước giác mạc trái vào ngày 12 tháng 1 năm 1968, trong một trận đấu với Cal khi anh bị Tom Henderson tấn công trong một trận chiến nảy lửa. Anh bỏ lỡ hai trận đấu tiếp theo với Stanford và Portland. Điều này xảy ra ngay trước trận đấu với Houston. Giác mạc của ông một lần nữa sẽ bị trầy xước trong sự nghiệp chuyên nghiệp, điều này sau đó khiến ông phải đeo kính bảo vệ mắt.